# Harry Koolen
Harry Koolen (Meerssen, 22 juni 1904 – kasteel Terworm, Heerlen, 26 januari 1985) was een Nederlands schilder.

## Biografie
Koolen was de jongste zoon van het daglonergezin van Antonius Koolen en Maria Huijts. Op vijftienjarige leeftijd kreeg hij in zijn woonplaats Meerssen zijn eerste kunstzinnige vorming van Jan van Puijenbroeck, een Antwerpse schilder die tijdens de Eerste Wereldoorlog was uitgeweken naar Nederland. Tot die groep behoorden ook Charles Eyck, Henri Jonas, Hubert Levigne, Alfons Volders, Pièrre Klein, Joseph Tielens en Henri Schoonbrood. Op zestienjarige leeftijd vertrok hij samen met de twee jaar oudere Eyck naar Amsterdam, waar hij aan de Rijksacademie wilde studeren. Hij werd niet toegelaten tot de academie omdat hij te jong was. Daarom voorzag hij met allerlei baantjes in zijn levensonderhoud tot hij in 1922 alsnog werd toegelaten. Hij studeerde tot 1926 onder de professoren Johannes Hendricus Jurres, Nicolaas van der Waay en Hendrik Jan Wolters. Directeur destijds was prof. dr. Antoon Derkinderen. Voor deze studie kreeg hij een jaarwedde van de gemeente Meerssen.
Hij ontmoette in Amsterdam Ali Smit, met wie hij in 1928 trouwde. Hij kreeg hierbij tevens het voogdijschap over haar dochtertje uit een eerder huwelijk. Het paar woonde aan de Prinsengracht en kreeg samen nog drie kinderen. Er volgden exposities in Amsterdam, Maastricht, Tilburg, Nijmegen, Venlo, Den Haag en Breda en over de grens in Duitsland (Keulen en Düsseldorf) en Engeland, waar zijn werk werd opgenomen in een reizende tentoonstelling samen met werken van Jan Sluijters, Charley Toorop, Carel Willink, Dick Ket en Piet Mondriaan.
In die tijd woonde en werkte Koolen in Amsterdam, maar hij hield een pied-à-terre in Limburg aan, waar hij op verschillende plaatsen verbleef, waaronder Maastricht, Eben-Emael (België), Houthem en in de molen van Rothem. Tijdens de oorlog ontving hij in zowel Amsterdam als Limburgvrienden die op dat moment hun beroep niet vrij konden uitoefenen, onder wie de violist Herman Salomon en de toneelspelers August Defresne, Albert van Dalsum en Jo Sternheim. In deze periode portretteerde hij Sternheim, een schilderij dat deel uitmaakt van de portretgalerij van de Stadsschouwburg in Amsterdam. Zijn huwelijk met Smit kwam nog voor de oorlog danig onder druk te staan. Het paar leefde sinds 1940 praktisch gescheiden en in 1946 gingen ze definitief uit elkaar.
In 1944 verwoestte een verkeerd afgeworpen brandbom tijdens de bevrijding van Houthem zijn atelier. Hierbij ging het zich daarin bevindende werk en materiaal volledig verloren. Koolen vertrok uit het bevrijde Limburg naar het nog bezette Amsterdam, ervanuitgaande dat de bevrijding van het noorden aanstaande was. Dit bleek een verkeerde inschatting en hij maakte zodoende de hongerwinter mee. Na de bevrijding van het noorden keerde hij broodmager en straatarm terug naar Limburg en vestigde zich in de oostelijke mijnstreek, waar hij de nodige opdrachten dacht te verwerven van de florerende Limburgse mijnen. Zijn eerste expositie na de oorlog, met als thema "Kunst in vrijheid", vond niettemin plaats in september-oktober 1945 in het Rijksmuseum te Amsterdam. Direct na de oorlog documenteerde hij de slachtoffers van de Holocaust met tekeningen opgenomen in het boek Menschen aan flarden van Frits Dohmen en uitgegeven door boekhandel Winands te Heerlen.
Op zoek naar een atelierruimte werd hij door de gemeente Heerlen op het leegstaande kasteel Terworm geattendeerd, waar vanaf 1946 woonde en werkte. Hij exposeerde er onder meer in het nieuwe raadhuis van Heerlen, ontworpen door Frits Peutz. Ook mengde hij zich ook in het culturele leven van Heerlen en bezocht hij bijeenkomsten bij mevrouw Meuleman, de echtgenote van de directeur van de vroedvrouwenschool. Huize Meuleman gold als een trefpunt van kunstenaars en intellectuelen en hij leerde er Bep Mous kennen, met wie hij in het huwelijk trad en vier kinderen kreeg. Samen met haar ondernam hij studiereizen naar Frankrijk, Italië en Ierland.
Omstreeks 1958 maakte hij een uitgebreide documentatie van schilderijen en tekeningen van het mijnbedrijf waarin hij met name het zware werk en leven van de mijnwerker zowel boven- als ondergronds belichtte. Hij kreeg opdrachten voor het maken van portretten van onder andere leidinggevende figuren van DSM en Philips, Koningin Juliana (1947, gouvernement) en diverse burgemeesters en bisschoppen. Ook maakte hij schilderijen van religieuze onderwerpen en vrije figuraties, landschappen, steden, Limburgse volksgebruiken en bloemstukken. Voor een Belgische gordijnenfabriek ontwierp hij jarenlang diverse dessins.
Tot zijn werken behoren een aantal wandschilderingen voor onder meer de Brand Bierbrouwerij te Wijlre (1937), het gebouw van de luchtmachtstaf te Den Haag (1956), de abdij van Middelburg (1957), de melkfabriek Campina te Eindhoven (1960) en de PTT (1967) eveneens te Den Haag.
Koolen schilderde tot aan zijn dood. Hij overleed op zijn ziekbed, dat stond opgesteld in zijn atelier te midden van zijn laatste schilderijen.

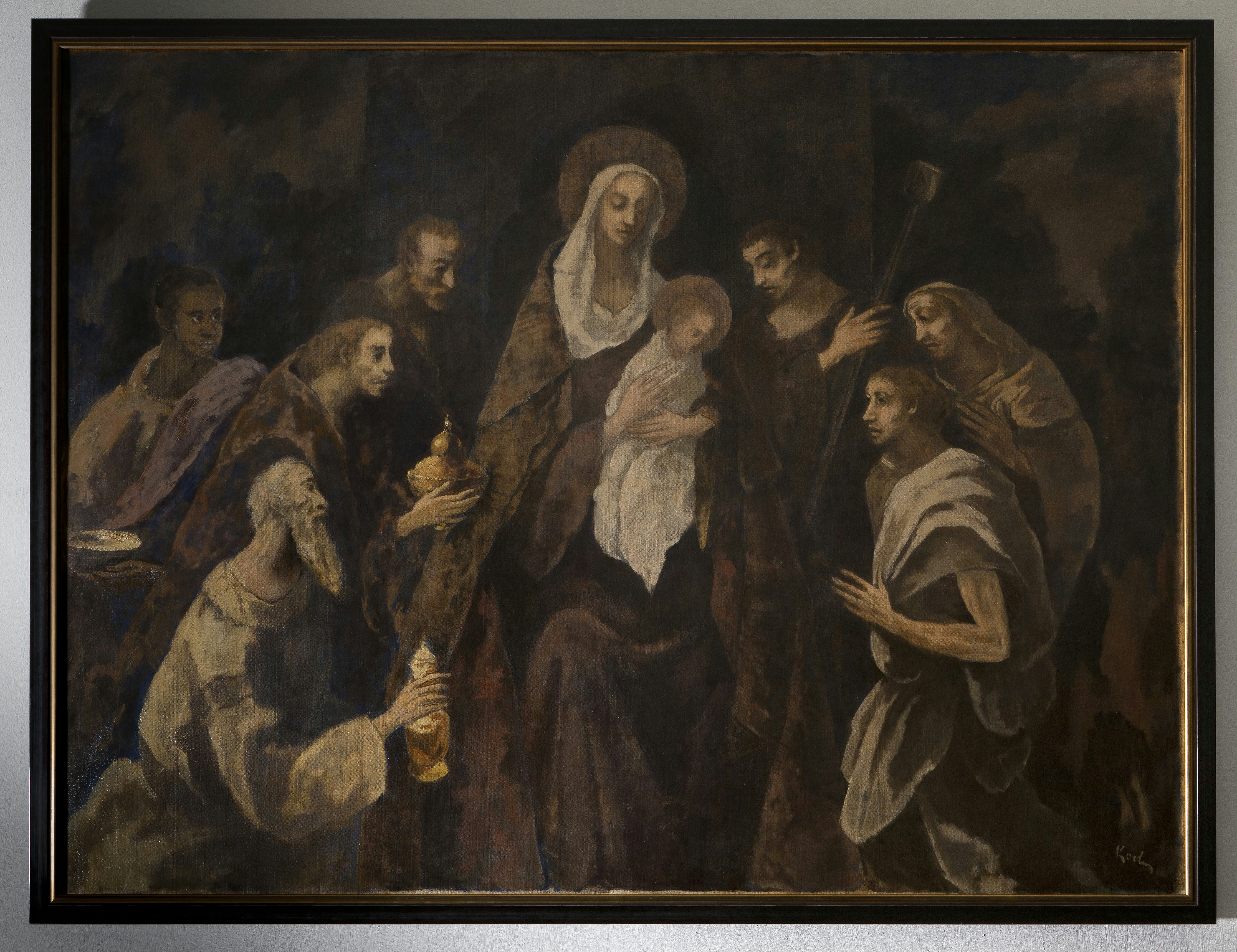
Aanbidding der wijzen en herders, St-Pancratiuskerk, Heerlen
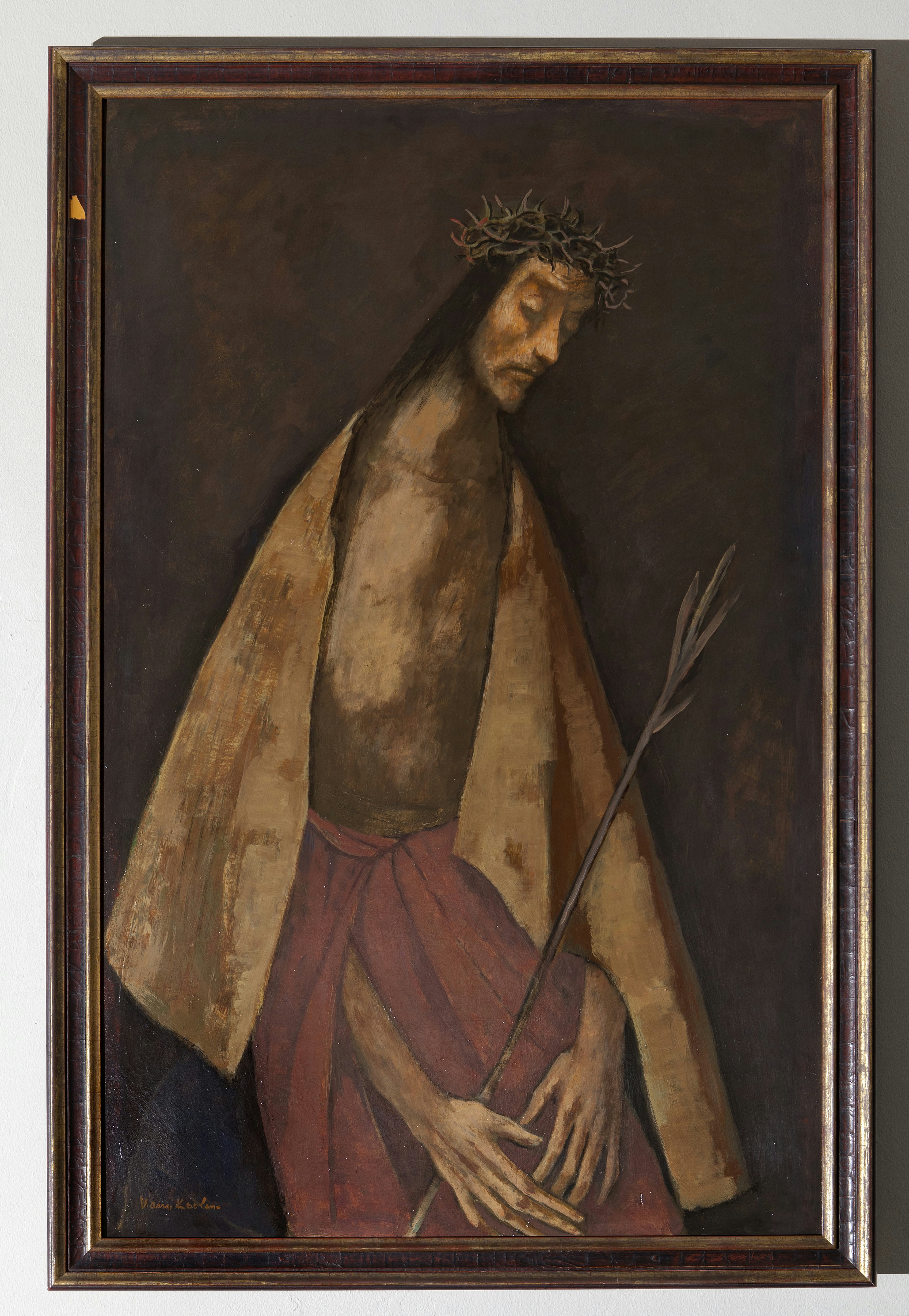
Bespotting van Christus, St-Pancratiuskerk, Heerlen